# Vladimír Janza
Vladimír Janza (* 10. března 1929 Žilina) byl slovenský a československý politik KSČ, za normalizace ministr – místopředseda Státní plánovací komise Československé socialistické republiky.

## Biografie
Působil jako ekonom a publikoval odborné práce. V prosinci 1973 se stal ministrem - místopředsedou Státní plánovací komise v československé druhé vládě Lubomíra Štrougala, přičemž toto porfolio si udržel i v následující třetí vládě Lubomíra Štrougala, čtvrté vládě Lubomíra Štrougala a páté vládě Lubomíra Štrougala až do dubna 1988.
V letech 1977–1985 se uvádí jako účastník zasedání Ústředního výboru Komunistické strany Slovenska.